# Лелекач Микола Михайлович
Микола Михайлович Лелекач (псевдонім: «Леми Мешилко», криптоніми: «Н.Л-кач», «Н. Л.»; 22 грудня 1909, Коритняни — 6 вересня 1975, Ужгород) — український вчений-історик, педагог, громадський і культурно-освітній діяч Закарпаття.

## Життєпис
Навчався в народній школі села Коритняни (1916–1921), гімназії міста Ужгорода (1921–1929), на філософському факультеті Карлового університету у Празі (1929–1934), кандидат історичних наук (1959), доцент (1947). В студентські роки був секретарем «Союзу підкарпатських руських студентів» в Празі (1931—1932), видавцем журналу «Пробоєм» (1932) — неофіційний друкований орган Краєвої Екзекутиви ОУН Закарпаття. Служив в чехословацькій армії (1934—1936). Працював викладачем гімназії міста Хуст (1936), архівістом Земського архіву Підкарпатської Русі (1936—1939), секретарем та редактором «Подкарпатского общества наук» (1941—1942), викладачем Ужгородської учительської семінарії (1942—1944). Мобілізований до угорського війська (червень 1944), воював на східному фронті, добровільно перейшов на бік Червоної армії, в якій служив до вересня 1945 року. Після демобілізації повернувся до Ужгорода, працював директором державного архіву Закарпатської України (1945—1946), старшим викладачем (1946—1947), доцентом (1947—1948, 1956—1969), завідувачем (1948—1956) кафедри загальної історії Ужгородського державного університету.

## Праці
Автор численних праць з проблем політичної історії та історії культури Закарпаття, літературознавства та бібліографії. Брошури і монографії:
- «Зейкані» (1942);
- «Мункачівска богословска школа (1744—1776)» (1943);
- «Подкарпатское писменства на початку XX віка» (1943);
- «Вибір із старого руського письменства» (1944, співавт. М. Грига);
- «Загальна бібліографія Подкарпатя» (1944, співавт. І. Гарайда);
- Про приналежність Закарпаття до Київської Русі в Х-ХІ ст. ст. (1949);
- «Процес закріпачення закарпатського селянства в XIV—XV ст.» (1959);
- «Історія міст і сіл Української РСР. Закарпатська область» (співавт., 1969)

## Критика
За необ'єктивні згадки про Гуцульську республіку М. Лелекачу був розкритикований Степаном Клочураком (див.: Цитати Степана Клочурака)